# Karl-Wilhelm Niebuhr
Karl-Wilhelm Niebuhr (* 23. Februar 1956 in Neuruppin) ist ein deutscher evangelischer Theologe und Neutestamentler.
Im Jahr 1975 legte Karl-Wilhelm Niebuhr das Abitur am Kirchlichen Oberseminar Hermannswerder ab und begann danach mit dem Studium der Evangelischen Theologie an der Martin-Luther-Universität Halle-Wittenberg, das er 1981 mit dem Diplom abschloss. Er war daraufhin wissenschaftlicher Assistent bei dem Neutestamentler Traugott Holtz. 1983 begann er sein Vikariat, das er mit dem Zweiten Theologischen Examen und der Ordination zum Pfarrer der Evangelischen Kirche in Berlin-Brandenburg abschloss. Im gleichen Jahr 1986 wurde er in Halle promoviert (Gesetz und Paränese. Katechismusartige Weisungsreihen in der frühjüdischen Literatur, Tübingen 1987). Eine Zeit als Wissenschaftlicher Oberassistent folgte, 1991 abgeschlossen mit der Habilitation  (Heidenapostel aus Israel. Die jüdische Identität des Paulus nach ihrer Darstellung in seinen Briefen, Tübingen 1992), ebenfalls an der Theologischen Fakultät Halle.
Mit einem Feodor-Lynen-Stipendium der Alexander-von-Humboldt-Stiftung war Niebuhr von 1992 bis 1993 Gastwissenschaftler an der Clare Hall der Universität Cambridge. Von 1994 bis 1996 hatte Niebuhr den Lehrstuhl für Biblische Theologie an der Technischen Universität Dresden inne. Seit 1997 ist er Professor für Neues Testament an der Friedrich-Schiller-Universität Jena. Seit 2022 ist er Seniorprofessor an der Friedrich-Schiller-Universität Jena.